# Château de Freschines
Le château de Freschines est un château situé sur la commune de Villefrancœur dans le département de Loir-et-Cher, en France.

## Histoire
Construit aux XVIe et XVIIe siècles, il a été transformé au XVIIIe par l'architecte des Bâtiments du roi Jean-Baptiste Collet.
Il a été acquis en 1778 par le fermier général et célèbre chimiste Antoine Laurent de Lavoisier qui mène des expériences d'agronomie dans une ferme d'expériences et d'observations au sein du domaine de 120 Ha.